# 사달멜리크
사달멜리크(Sadalmelik)는 물병자리에 있는 별로, 지구에서 760광년 떨어져 있다. 바이어 명명법에 따르면 물병자리 알파(α Aqr, α Aquarii)로 표기한다. ‘사달멜리크’는 아랍어로 ‘왕의 행운’이라는 뜻이다. 이 별의 겉보기 등급은 2.94로 바이어 명명법에 따르면 알파별이나 실제로는 베타별 사달수드에 이어 물병자리에서 두 번째로 밝다. 히파르코스의 시차 자료에 따르면 사달멜리크까지의 거리는 약 520광년이다.

## 특징
이 별의 나이는 5천 3백만 년으로 항성 진화에서 초거성 단계로 진입했으며 분광형은 G2 Ib이다. 따라서 이 별의 표면 온도는 태양과 비슷하며 흔치 않은 황색 초거성이다. 초거성의 진화과정 중 태양과 비슷한 유효온도를 보여주는 때를 황색진화공백(yellow evolution void)으로 부르는데, 그 이유는 이 온도에서 거성은 불안정하여 오래 머무르지 않으므로 관측할 수 있는 대상이 많이 발견되지 않기 때문이다.
질량은 태양의 6.5배이며 반지름은 태양의 77배까지 부풀어 올라 있다. 표면 온도는 태양보다 낮은 5,210 켈빈이나 에너지를 뿜는 영역의 면적이 넓기 때문에 밝기는 태양의 3천 배에 이른다. 이 정도 온도에서 사달멜리크는 우리 눈에 노란 빛을 뿜는 것처럼 보인다. 찬드라 엑스선 관측선의 관측 결과 이 별은 평범한 G형 주계열성에 비해 엑스선 방출량이 현저하게 적었다. G형 거성들은 보통 이렇게 엑스선을 거의 방출하지 않는다.
사달멜리크로부터 각거리 110.4초각 위치에 안시 동반성 CCDM J22058-0019B이 있는데 밝기는 12.2등급이며 위치각은 40도이다.

## 문화
이 별의 고유명칭 ‘사달멜리크’는 아랍어 표현 سعد الملك(‘사드 알-말리크’)에서 왔는데 ‘왕의 행운’이라는 뜻이다. 울루그 베그는 이 이름을 물병자리 오미크론과 사달멜리크 두 별을 부르는 명칭으로 기록했다. ‘루크바’라고 불리기도 했는데 카시오페이아자리 델타도 루크바 명칭을 함께 쓴다. 사달멜리크는 천구 적도로부터 1도 이내에 있는 항성들 중 고대로부터 불리던 애칭이 있는 두 별 중 하나이다. 아랍어 이름의 유래는 역사에서 찾아볼 수 없다.
사달멜리크는 동아시아 별자리 위수(危宿)에 속해 있다. 위수를 구성하는 별들은 사달멜리크, 페가수스자리 세타, 페가수스자리 엡실론이다. 사달멜리크 자체의 명칭은 위수일(危宿一)이며 ‘위수의 첫 번째 별’이라는 뜻이다.